# Pidonia changi
Pidonia changi är en skalbaggsart som beskrevs av Hayashi 1971. Pidonia changi ingår i släktet Pidonia och familjen långhorningar. Inga underarter finns listade i Catalogue of Life.